# جرج‌تاون، انتاریو
جرج‌تاون (به انگلیسی: Georgetown) یک منطقهٔ مسکونی در کانادا است که در هالتون هیلز واقع شده‌است. جرج‌تاون ۲۴٫۰۳ کیلومتر مربع مساحت و ۴۲٬۱۲۳ نفر جمعیت دارد و ۲۵۸ متر بالاتر از سطح دریا واقع شده‌است.